# Juvencio Osorio
Juvencio Osorio (Asunción, 1º giugno 1950 – 10 marzo 2023) è stato un calciatore paraguaiano, di ruolo centrocampista.

## Carriera

### Club
Giocò nella massima serie paraguaiana con il Cerro Porteño ed in quella spagnola con l'Espanyol.

### Nazionale
Con la nazionale paraguaiana vinse la Copa América 1979.

## Palmarès

### Club

#### Competizioni nazionali
- Campionato paraguaiano: 4

Cerro Porteño: 1970, 1972, 1973, 1974

### Nazionale
- Coppa America: 1

1979